# 楊瓊芳
楊瓊芳（1603年9月24日—1640年代），字蕊仙，別號斗山，南直隸應天府句容縣坊郭人。

## 生平
萬曆三十一年（1603年）八月二十一日生。以《易經》就試科舉，天啟元年（1621年）辛酉科鄉試第六十四名，榜名弘道。崇禎十三年（1640年）庚辰科會試第一名，殿試第三甲第一名。授大理寺觀政，本年授中書舍人。

## 家族
曾祖楊鉞，鄉飲賓。祖楊廷鴻，鄉飲賓。父楊得春，儒官、鄉飲賓。
子楊元勳，是清朝順治六年進士。